# Unité urbaine de Thionville
L'unité urbaine de Thionville est une unité urbaine française centrée sur la ville de Thionville, une des sous-préfectures du département de la Moselle, en région Grand Est.
Elle fait partie de la catégorie des agglomérations urbaines de France ayant de 100 000 à 199 999 habitants.

## Données générales
Dans le zonage réalisé par l'Insee en 2010, l'unité urbaine était composée de douze communes.
Dans le nouveau zonage réalisé en 2020, elle est composée des douze mêmes communes.
En 2022, avec 138 319 habitants, elle représente la 2e unité urbaine du département de la Moselle et occupe le 7e rang dans la région Grand Est.
En 2022, sa densité de population s'élève à 1 007 hab/km2. Par sa superficie, elle ne représente que 2,21 % du territoire départemental mais, par sa population, elle regroupe 13,16 % de la population du département de la Moselle.

Agglomérations de plus de 100000 habitants en France en 2022.

## Composition 2020 de l'unité urbaine
Elle est composée des douze communes suivantes :
| Nom                       | Code Insee | Département | Statut       | Superficie (km2) | Population (dernière pop. légale) | Densité (hab./km2) | Modifier                                    |
| ------------------------- | ---------- | ----------- | ------------ | ---------------- | --------------------------------- | ------------------ | ------------------------------------------- |
| Thionville (ville-centre) | 57672      | Moselle     | ville-centre | 49,88            | 42 778 (2022)                     | 858                | modifier les données · modifier les données |
| Algrange                  | 57012      | Moselle     | banlieue     | 6,96             | 5 928 (2022)                      | 852                | modifier les données · modifier les données |
| Fameck                    | 57206      | Moselle     | banlieue     | 12,45            | 14 759 (2022)                     | 1 185              | modifier les données · modifier les données |
| Florange                  | 57221      | Moselle     | banlieue     | 13,16            | 11 891 (2022)                     | 904                | modifier les données · modifier les données |
| Hayange                   | 57306      | Moselle     | banlieue     | 12,21            | 16 013 (2022)                     | 1 311              | modifier les données · modifier les données |
| Knutange                  | 57368      | Moselle     | banlieue     | 2,43             | 3 206 (2022)                      | 1 319              | modifier les données · modifier les données |
| Manom                     | 57441      | Moselle     | banlieue     | 10,39            | 3 074 (2022)                      | 296                | modifier les données · modifier les données |
| Nilvange                  | 57508      | Moselle     | banlieue     | 2,81             | 4 375 (2022)                      | 1 557              | modifier les données · modifier les données |
| Serémange-Erzange         | 57647      | Moselle     | banlieue     | 3,75             | 4 188 (2022)                      | 1 117              | modifier les données · modifier les données |
| Terville                  | 57666      | Moselle     | banlieue     | 3,83             | 7 609 (2022)                      | 1 987              | modifier les données · modifier les données |
| Uckange                   | 57683      | Moselle     | banlieue     | 5,56             | 7 001 (2022)                      | 1 259              | modifier les données · modifier les données |
| Yutz                      | 57757      | Moselle     | banlieue     | 13,97            | 17 497 (2022)                     | 1 252              | modifier les données · modifier les données |

## Évolution démographique
| 1968    | 1975    | 1982    | 1990    | 1999    | 2006    | 2011    | 2016    | 2022    |
| ------- | ------- | ------- | ------- | ------- | ------- | ------- | ------- | ------- |
| 149 922 | 152 604 | 137 230 | 132 374 | 130 442 | 130 437 | 131 746 | 133 513 | 138 319 |